# Crippled Black Phoenix
Crippled Black Phoenix (CBP) ist eine schwedisch-britische Rockband.

## Geschichte

### 2004 bis 2011: Gründung und Anfänge
Im Jahre 2004 nahm Justin Greaves, der bislang in mehreren Bands wie zum Beispiel Teeth of Lions Rule the Divine, Iron Monkey oder Electric Wizard Schlagzeug gespielt hatte – ermutigt von dem Bassisten Dominic Aitchison von der Gruppe Mogwai – ein paar musikalische Ideen auf, die er schon längere Zeit im Kopf hatte und mit denen er „schlechte Erlebnisse verarbeitete“. Diese bildeten dann die Grundlage für die Gründung des musikalischen Projekts Crippled Black Phoenix.
Das Debütalbum A Love of Shared Disasters wurde im Jahre 2006 aufgenommen und in Deutschland am 25. Mai 2007 veröffentlicht. Seitdem spielte die Band mit wechselnder Besetzung, trotz jeweils weiterer Engagements der verschiedenen Mitglieder außerhalb. Einziges permanentes Mitglied, bis einschließlich des Albums (Mankind) The Crafty Ape im Jahre 2012, war der Sänger Joe Volk.
Das Box-Set The Ressurectionists & Night Raider erschien in Deutschland am 29. April 2011, wobei die zwei Alben jeweils einzeln schon 2009 veröffentlicht wurden. Die Kompilation 200 Tons of Bad Luck, mit ein paar Liedern beider Alben, wurde zur gleichen Zeit herausgebracht.
Am 10. September 2010 wurde dann das letzte Werk unter Invada Records, die EP I, Vigilante, veröffentlicht.

### 2012 bis 2013:(Mankind) The Crafty Ape, Ausstieg Joe Volks, mehrfacher Wechsel der Sänger und Übertritt zuMascot Label Group
Das vierte Studioalbum der Band (Mankind) The Crafty Ape erschien am 27. Januar 2012. Dieses Album war zugleich die erste Veröffentlichung auf dem Mascot / Cool Green Label, nachdem man sich von Invada Records getrennt hatte. (Mankind) The Crafty Ape bescherte der Band nicht nur ihre erste Top 50 Chartplatzierung in Deutschland, sondern es wurde auch von der deutschen Fachpresse überwiegend enthusiastisch und hochlobend rezensiert; teilweise erhielt das Album höchste Bewertungen. U. a. wurde es in der Eclipsed (Ausgabe Februar 2012) und im Break Out Magazin (Ausgabe März/April 2012) zum "Album des Monats" gekürt.
Nach den Aufnahmen zum vierten Studioalbum verließ Joe Volk die Band, woraufhin für die We Shall See Victory-Tour, welche die Band im März und April quer durch Europa führte, der bisher unbekannte Sänger Matt Simpkin angeheuert wurde. Nach Ende der Tour gingen Crippled Black Phoenix und Simpkin wieder getrennte Wege.
Im August 2012 gab die Band bekannt, dass John E. Vistic als neuer Sänger zur Band stoßen werde. Er ist erstmals auf der am 19. Oktober 2012 erschienenen EP No Sadness Or Farewell zu hören.

### 2013 bis 2015: Daniel Änghede undWhite Light Generator
Am 22. März 2013 gaben Crippled Black Phoenix auf ihrer offiziellen Facebook-Seite bekannt, dass John E. Vistic durch Daniel Änghede als neuem Sänger und zusätzlichem Gitarristen ersetzt wurde. Daniel Änghede ist davor bisher Sänger und Gitarrist beim schwedischen Duo Hearts of Black Science gewesen. Dazu das Statement der Band auf ihrer offiziellen Facebook-Seite: "Even though he's no longer with us... John E. Vistic did an amazing job on 'No Sadness Or Farewell'.... Much respect.... Now HOLD ON (Goodbye to all of that ex-singer nonsense) and prepare for the next outburst of vocal damage in the form of Swedish hunk Daniel Anghede!!!"
Auf der How We Rock-Tournee wurde überraschenderweise die Keyboarderin und Sängerin Miriam Wolf, die die Band auf den letzten drei Tourneen und auf der EP No Sadness Or Farewell begleitete, durch Daisy Chapman ersetzt. Daisy Chapman war schon vor Miriam Wolf Sängerin und Keyboarderin der Band und ist u. a. auf dem Album (Mankind) The Crafty Ape zu hören. Statements von der Band gab es dazu bisher keine.
Das fünfte Studioalbum White Light Generator erschien am 14. März 2014 in Deutschland und am 17. März 2014 im Vereinigten Königreich. Es wurde von verschiedenen Fachmagazinen ähnlich gut rezensiert wie das Vorgängeralbum (Mankind) The Crafty Ape.
Im Dezember 2014 verließen Karl Demata (Gitarre) und Christian Heilmann (Bass), in einem Streit mit Justin Greaves, die Band.
Am 4. Juli 2015 veröffentlichten Crippled Black Phoenix in Zusammenarbeit mit Se Delan über Clearview Records die limitierte EP Oh'Ech-oes, welche nahezu ausschließlich die beiden Pink Floyd Cover Echoes (vom Pink Floyd Album Meddle) und Childhood's End (vom Pink Floyd Album Obscured by Clouds) beinhaltet.

### 2015 bis 2017:Bronzeund Übertritt zuSeason of Mist
Bezüglich der Tournee New Dark Age Tour 2015 A.D. veröffentlichte die Band am 27. November über dem Label Season of Mist eine gleichnamige vier Lieder umfassende EP, welche auch das Pink-Floyd-Cover Echoes (von der zuvor erschienenen EP Oh'Ech-oes) enthielt. Justin Greaves meinte zur EP: "Es fühlt sich wirklich so an, als würden wir gerade in einem neuen dunklen Zeitalter leben. Religiöse und politische Unterdrückung, die Öffentlichkeit, die immerzu mit Unwahrheiten gefüttert wird - all das erinnert mich an die Priester des Mittelalters, die dem Volk von hundeköpfigen Monstern im Wald erzählt haben - aber wenn du bereust und der Kirche beitrittst, dann würden sie dich beschützen." Das Lied Spider Island, welches auf der New Dark Age Tour 2015 A.D.-EP zu finden ist, wurde schon am 6. Oktober 2015 veröffentlicht.
Bedingt durch die Schwangerschaft Daisy Chapmans und ihrem darauf folgenden Mutterschutz, wird sie seit Anfang 2016 bei Live-Auftritten durch die Singer-Songwriterin Helen Stanley ersetzt.
Nach den zum Teil öffentlich ausgetragenen Auseinandersetzungen zwischen Justin Greaves und Karl Demata und der finanziell misslichen Lage Greaves war es lange Zeit nicht eindeutig, wie es in Zukunft mit der Band weiter geht. In dieser Zeit sprach Greaves in Interviews auch über seine in der Öffentlichkeit bis dato unbekannte Depressionen. Jedoch konnte Greaves über das Crowdfunding-Portal "GoFundMe" genügend finanzielle Ressourcen sammeln, um die Produktion für das nächste Album Bronze zu finanzieren. Dieses ist am 4. November 2016 erschienen und erhielt ähnlich gute Rezensionen wie die Vorgängeralben. Es ist zum Beispiel von dem Rockmagazin eclipsed zum drittbesten Album des Monats gewählt worden (Ausgabe Nr. 186; Dezember/Januar) und es belegt den zehnten Platz der Top 100-Alben 2016 im Jahresrückblick des Magazins (Ausgabe Nr. 187; Februar).
Am 1. Juli 2017 haben CBP ihre EP Horrific Honorifics über AMORecordings veröffentlicht. Die EP besteht ausschließlich aus Coverversionen von Liedern, von denen Greaves entweder "eine eigene Version" eingespielt haben wollte oder mit denen er eine bestimmte "emotionale Verbindung" teilt und diese ihm "viel bedeuten".

### 2018 bis 2019:Great Escape
Das siebte Studioalbum Great Escape wurde am 14. September 2018 veröffentlicht. Auch dieses Album erhielt überwiegend positive Kritiken. Beispielsweise kürte das Magazin Eclipsed in seiner Ausgabe Nr. 203 im September 2018 das Album zum zweitbesten des Monats. Und die Frankfurter Allgemeine Zeitung ernannte in seinem Artikel vom 28. September 2018 Great Escape zum "Album der Woche". Zudem erreichte es als erstes Album in der Diskographie von CBP die deutschen iTunes-Charts und belegte dort am Erscheinungstag den 75. Platz.

### 2020 bis heute: Wechsel der Mitglieder,EllengæstundBanefyre
Am 9. Oktober 2020 veröffentlichten CBP das Album Ellengæst. Dieses wurde mit unterschiedlichen Gastmusikern aufgenommen. Im gleichen Jahr traten der Sänger Daniel Änghede und der Keyboarder Mark Furnevall aus und gründeten zusammen mit weiteren Ex-CBP-Mitgliedern (wie Daisy Chapman oder Ben Wilsker) die Band Venus Principle.
2021 gab die Band bekannt, dass mit Joel Segerstedt ein neuer Sänger und Texteschreiber gefunden wurde. Er ist zum ersten Mal auf der am 16. Juli 2021 veröffentlichten EP Painful Reminder / Dead Is Dead zu hören.
Das aktuelle Album Banefyre veröffentlichten CBP am 9. September 2022.

## Stil

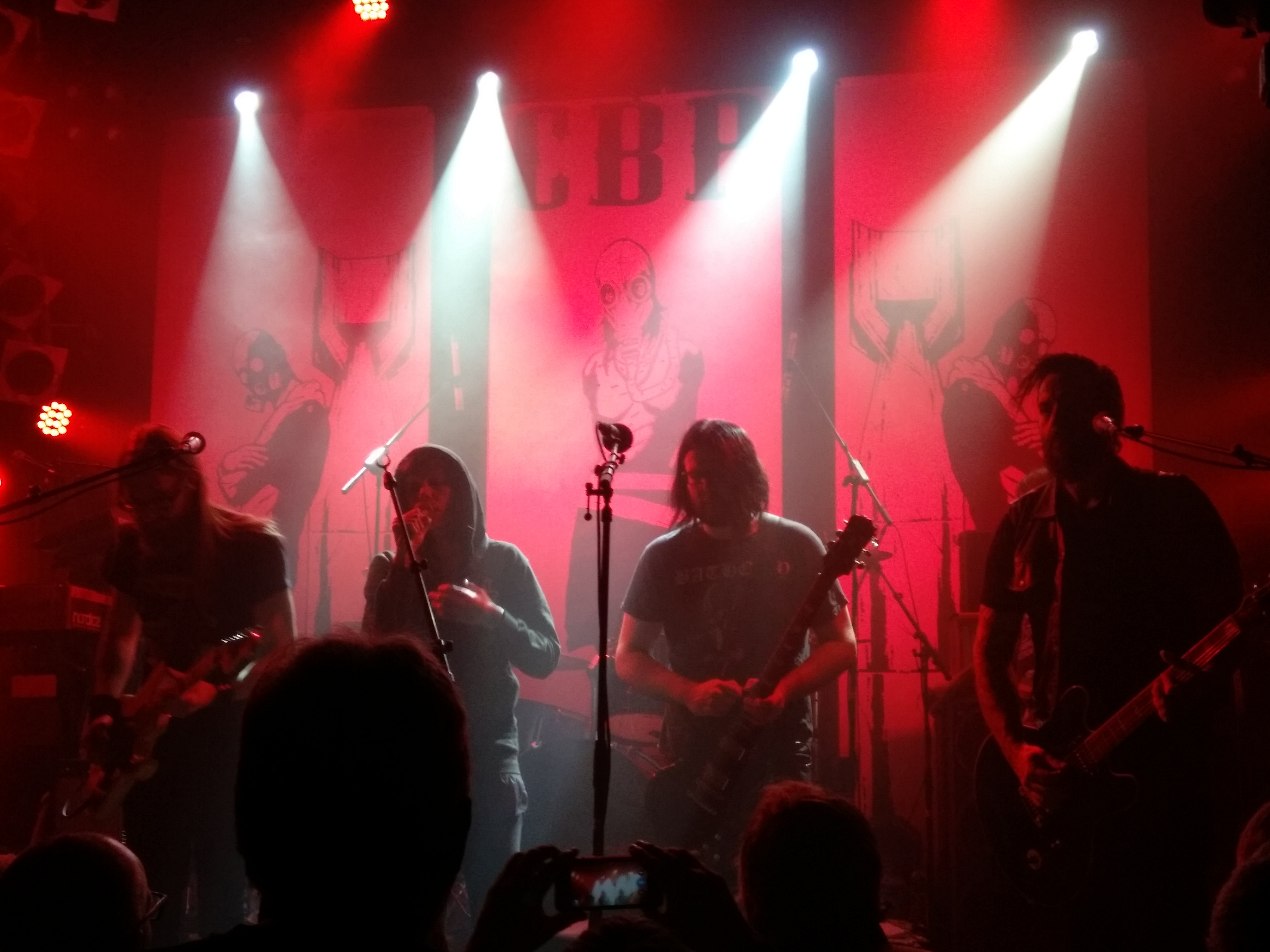
CBP bei einem Auftritt im KNUST Hamburg am 13. Dezember 2015 während ihrer New Dark Age 2015 A.D. - Tour (von links nach rechts: Jonas Stålhammar, Belinda Kordic, Daniel Änghede, Justin Greaves)

Crippled Black Phoenix bezeichnen ihre Musik gerne als Endzeitballaden (endtime ballads). Viele der Stücke sind vergleichsweise lang und recht aufwändig gestaltet. Oft wird ihre Musik mit derjenigen der frühen Pink Floyd verglichen. Dieser Aufwand erfordert, für Live-Auftritte zusätzliche Musiker zu engagieren. Laut Greaves werden die Songs ohne Rücksicht auf die spätere Bühnentauglichkeit geschrieben, was trotz der Zusatzmusiker manchmal erfordere, das eine oder andere Stück nicht aufzuführen.
Die Band lässt sich am ehesten in den New Artrock einordnen und wird seitens des Magazins Eclipsed auch diesem Genre hauptsächlich zugeordnet. Einflüsse aus Progressive Rock, Post-Rock, Alternative Rock und elektronischer (Synthie-)Musik sind Bestandteil des Genres. Post-Rock prägt die Band besonders in ihrer Anfangsphase. Ab 2009 sind dann immer mehr Elemente des Artrock und des Progressive Rock hinzugekommen. Seit dem Album White Light Generator von 2014 erweitern CBP ihren Stil mit Einflüssen aus dem Stoner Doom bzw. Psychedelic Doom. Weitere in der Musik von CBP aufzufindenden Stilrichtungen des Rocks sind Space Rock, Psychedelic Rock und Folk-Rock. Auf der Internetseite der Band sind auch die Musiktstilbezeichnungen „Stoner Prog“ und „Freak Folk“ und auf der Seite ihres Labels Season of Mist die Subgenre-Bezeichnungen „Macabre Rock“ und „Progressive Post Rock“ hinterlegt.
Justin Greaves spielt auf den Alben den Großteil der Schlagzeug-Melodien ein. Außerdem ist er der hauptsächliche Songwriter. Die Texte zu den Liedern werden und wurden von anderen aktuellen und ehemaligen Gruppenmitgliedern geschrieben; hauptsächlich Daniel Änghede und Joe Volk. So hat Daniel Änghede alle Texte ab dem Album White Light Generator verfasst (außer die Texte der Coversongs).
Seit (Mankind) The Crafty Ape ist Belinda Kordic gelegentlich als weibliche Zweitstimme zu hören. Sie bildet mit Justin Greaves das britisch-schwedische Musiker-Duo Se Delan.
Der australische Künstler Matthew Dunn entwickelt seit dem Album (Mankind) The Crafty Ape fast alle Artworks der Band.

## Diskografie

### Studioalben
- A Love of Shared Disasters (2007)
- The Resurrectionists (2009)
- Night Raider (2009)
- I, Vigilante (2010)
- (Mankind) The Crafty Ape (2012)
- White Light Generator (2014)
- Bronze (2016)
- Great Escape (2018)
- Ellengæst (2020)
- Banefyre (2022)
- The Wolf Changes Its Fur – Horrific Honorifics (2024)

### EPs
- Sharks & Storms / Blizzard Of Horned Cats (2006)
- No Sadness or Farewell (2012)
- Oh'Ech-oes (2015 - mit Se Delan)
- New Dark Age (2015)
- Budapest Vigilante Sessions (2017)
- Horrific Honorifics (2017)
- Painful Reminder / Dead is Dead (2021)

### Live
- Poznan 2011 A.D. (2012) Vinyl-LP (nur in stark limitierter Stückzahl erhältlich gewesen)
- Live Poznan (2013) CD
- Destroy Freak Valley (Live at Freak Valley Festival, 2015 A.D.) (2016) Vinyl-LP (nur in stark limitierter Stückzahl erhältlich gewesen)
- We Shall See Victory-Live in Bern 2012 a.d (2020  / Kscope)

### Kompilationen
- 200 Tons of Bad Luck (2009)

### Bisher nur digital verfügbare und herunterladbare Diskografie
- Extra Tracks (ab 2009)
- Live at Burg Herzberg Festival, 2011 A.D. (2012)
- Live in Bern 2012 A.D. (2012)
- In A Cave (Live 2014 A.D.) (2015)
- Destroy Freak Valley (Live at Freak Valley Festival, 2015 A.D.) (2016)
- Budapest Vigilante Session (2017)
- Demons in Aschaffenburg (Live 2019 A.D.) (2020)

## Tourverlauf (ab 2011)
- Laying Traps, 2011 A. D. Tour (Frühjahr und Sommer 2011)
- We Shall See Victory Tour (März bis Mai 2012)
- Long Live Independence Tour (Oktober 2012)
- How We Rock Tour (Juli 2013)
- White Light Generator (444) Tour (Mai 2014)
- New Dark Age Tour 2015 A. D. Tour (Dezember 2015)
- Converge Tour 2016 A. D. (April 2016)
- CBP Tour 2016 (Dezember 2016)
- CBP Tour 2017 (Februar bis November 2017)
- The Perfect Tour of Total Pleasure (Oktober 2018)[32]
- Banefyre Europe MMXXII (2022)